# 圣母升天都主教座堂 (瓦哈卡)
圣母升天都主教座堂 (西班牙語：Catedral Metropolitana de Nuestra Señora de la Asunción)是天主教瓦哈卡总教区的主教座堂, 位于墨西哥瓦哈卡州瓦哈卡市。该堂于1535年动工，于1733年7月12日祝圣。

## 历史
该堂于1535年动工时，由圣若望堂临时充当主教座堂。1640年，主教座堂完成。由于16和18世纪的地震，该堂被迫数次重建，目前的建筑建于1702-1733年。

## 建筑
该堂祭台上的圣母升天雕像来自意大利。